# Stearynian magnezu
Stearynian magnezu – organiczny związek chemiczny, sól magnezowa kwasu stearynowego. Białe, nierozpuszczalne w wodzie ciało stałe stosowane, także w mieszaninie z palmitynianem magnezu, w zasypkach dla dzieci oraz jako środek poślizgowy w tabletkach. Rozkłada się pod wpływem rozcieńczonych kwasów.